# Xylosma parvifolium
Xylosma parvifolium, comummente conhecida como xylosma da montanha, é uma planta da família do salgueiro. É endémica das montanhas da Ilha de Lord Howe no Mar da Tasmânia, Austrália.